# 平戸市立度島小学校・中学校
平戸市立度島小学校・中学校（ひらどしりつ たくしましょうがっこう・ちゅうがっこう, Hirado City Takushima Elementary School and Junior High School）は長崎県平戸市度島町にある公立小・中併設校。

## 概要
歴史
1885年（明治18年）に開校した「上等平戸小学校（現・平戸市立平戸小学校）度島分校」を前身とする。2010年（平成22年）に小学校は創立125年を迎えた。
校歌
1958年（昭和33年）10月に制定。作詞は滝川和夫、作曲は青野三代治による。

## 沿革
- 1885年（明治18年）9月1日 - 「上等平戸小学校多久島分校」が開校。
- 1890年（明治23年）
  - 「多久島簡易小学校」と改称。
  - 多久島村が平戸村に合併し、「尋常平戸小学校多久島分校」と改称。
- 1895年（明治28年）4月 - 平戸尋常小学校から分離し、「度島尋常小学校」として独立。
- 1896年（明治29年）4月 - 「平戸尋常小学校度島分教場」となる。
- 1904年（明治37年）4月 - 「平戸尋常高等小学校度島分教場」と改称。
- 1906年（明治39年）4月10日 - 「度島尋常小学校」として独立。
- 1918年（大正7年）4月1日 -  高等科を併置し、「度島尋常高等小学校」と改称。
- 1941年（昭和16年）4月1日 - 国民学校令により、「平戸町立度島国民学校」と改称。尋常科を初等科と改称。
- 1947年（昭和22年）4月1日 - 学制改革（六・三制の実施）
  - 旧・国民学校の初等科を改組し、「平戸町立度島小学校」とする。
  - 旧・国民学校の高等科を改組し、「平戸町立度島中学校」とし、小学校に併設。
- 1951年（昭和26年）6月18日 -　講堂を新築。
- 1955年（昭和30年）1月1日 - 平戸市の発足により、「平戸市立度島小学校・中学校」（現校名）と改称。
- 1956年（昭和31年）9月1日 - 旧校舎を解体し、新校舎が完成。
- 1958年（昭和33年）10月 - 校歌を制定。
- 1967年（昭和42年）7月25日 - 体育館が完成。
- 1968年（昭和43年）12月28日 - 水道施設が完成し、学校給食を開始。
- 1978年（昭和53年）5月18日 - 牛乳給食を開始。
- 1980年（昭和55年）10月20日 - 国旗掲揚台が完成。
- 1989年（平成元年）
  - 7月8日 - 文部省・平戸市教育員会による合同訪問が行われる。
  - 9月30日 - 小学校の略旗が完成。
- 1991年（平成3年）
  - 8月31日 - 新校舎が完成。
  - 9月7日 - 新校舎落成式を挙行。
- 1992年（平成4年）10月10日 - 体育館が完成。
- 1994年（平成6年）10月15日 - 運動場周辺に防風林を植樹。
- 1995年（平成7年）
  - 6月16日 - 観察池が完成。
  - 10月20日 - 小鳥小屋が完成。
- 1998年（平成10年）10月13日 - ふるさとふれあい交流学習で長崎市立戸石小学校の児童の受け入れを行う。
- 2004年（平成16年）7月19日 - サザエ採り体験学習を実施。
- 2005年（平成17年）
  - 10月20日 - 創立120周年を記念し、サツキの植樹を実施。
  - 11月1日 - 記念音楽会（しまの芸術祭）を開催。

## 部活動
小学校
- サッカー部
- バレーボール部

中学校
- 陸上部
- 卓球部

## 交通アクセス
島外から
平戸市が平戸港と度島の2港（本村港・飯盛港）の間に「フェリー度島」を運航している。
公共交通機関
島内にバス等の公共交通機関はない。